# Brunbröstad parakit
Brunbröstad parakit (Pyrrhura calliptera) är en fågel i familjen västpapegojor inom ordningen papegojfåglar.

## Utseende och läte
Brunbröstad parakit är en 22–23 cm lång parakit i rödbrunt och grönt. Hjässan är brun, nacken likaså med gröna fjäderkanter. Kinden är sotgrön, medan det på örontäckarna syns en rödaktig fläck. Runt ögat syns en vit bar ögonring. Bröstet är brunt, tvärbandat i beige, buken rödaktig centralt. Resten av undersidan och ovansidan är grön. Vingarna är gröna med gult till orange på vingknogen och handpennetäckarna och blått på handpennorna. Stkärten är rödbrun. Lätet består av hårda "screeyr screeyr".

## Status
Fågeln förekommer i östra Anderna i Colombia (Boyacá och Cundinamarca). Den behandlas som monotypisk, det vill säga att den inte delas in i några underarter.

## Status och hot
Brunbröstad parakit har en liten världspopulation bestående av uppskattningsvis endast 3 300–6 700 vuxna individer. Den tros också minska i antal till följd av habitatförlust och förföljelse. Fågeln är därför upptagen på internationella naturvårdsunionen IUCN:s röda lista över hotade arter, kategoriserad som sårbar (VU).